# شهرستان واشبرن (ویسکانسین)
شهرستان واشبرن، ویسکانسین (به انگلیسی: Washburn County, Wisconsin) یک سکونتگاه مسکونی در ایالات متحده آمریکا است که در ویسکانسین واقع شده‌است.

## خصوصیات
شهرستان واشبرن ۲٬۲۰۹٫۲۷ کیلومترمربع مساحت دارد.